# Гутор, Алексей Евгеньевич
Алексе́й Евге́ньевич Гу́тор (30 марта 1868, Воронеж — 13 августа 1938, Москва) — русский и советский военачальник, генерал-лейтенант (1914).

## Биография
Православный. Из дворян Воронежской губернии, сын директора Полоцкого кадетского корпуса, генерал-лейтенанта Евгения Симоновича Гутора (1843 — после 1905). Братья: Александр (1866 — после 1923) — генерал-майор (1914) и Анатолий (1877—1960) — полковник (1913), в советские годы декан Военно-музыкального факультета Московской консерватории, историк-суворовед.
Окончил 4-й Московский кадетский корпус (1886) и Михайловское артиллерийское училище (1889), откуда выпущен подпоручиком в 3-ю гвардейскую и гренадерскую артиллерийскую бригаду (позже: лейб-гвардии 3-я артиллерийская бригада).
Чины: поручик (1893), штабс-капитан гвардии с переименованием в капитаны ГШ (1895), подполковник (1900), полковник (за отличие, 1904), генерал-майор (1910), генерал-лейтенант (1914).
В 1895 году окончил Николаевскую академию Генерального штаба по первому разряду. Состоял при Московском военном округе. С 1 мая 1897 — обер-офицер для поручений при штабе гренадерского корпуса. Цензовое командование ротой отбывал во 2-м гренадерском Ростовском полку (1898—1899). С 8 апреля 1900 состоял в прикомандировании к Московскому военному училищу для преподавания военных наук. С 20 сентября 1901 — штаб-офицер для особых поручений при штабе 12-го армейского корпуса. С 24 ноября 1901 — штаб-офицер для поручений при штабе Киевского военного округа. С 15 октября 1902 — старший адъютант штаба Киевского ВО. Цензовое командование батальоном отбывал в 131-м пехотном Тираспольском полку (1903).
Во время русско-японской войны — начальник штаба 9-й пехотной дивизии (22.03.1904-14.06.1905). Был ранен.
С 14 июня 1905 — командир 121-го пехотного Пензенского полка. С 4 ноября 1910 — командир лейб-гвардии Московского полка. С 6 марта 1913 — начальник штаба Казанского военного округа.

### Первая мировая война
На базе управления Казанского ВО был сформирован штаб 4-й армии. С 19 июля 1914 начальник штаба 4-й армии. С 1 апреля 1915 — начальник 34-й пехотной дивизии. С 2 марта 1916 — командир 6-го армейского корпуса. Был награждён орденом Святого Георгия 4-й степени
За то, что в боях с 12 авг. 1914 г. по 6 янв. 1915 г. был деятельным и энергичным помощником и выполнителем планов и предначертаний командующего армиею. Дело связи частей армии был им налажено так, что управление корпусами никогда не выходило из рук. Для успешного выполнения своих обязанностей не останавливался перед необходимостью работать под огнём противника.
и орденом Святого Георгия 3-й степени
За то, что в бытность начальником 34-й пехотной дивизии, лично руководя действиями дивизии 8 окт. 1915 г. и находясь в сфере сильного действительного огня противника, решительным энергичным распоряжением сломил упорное сопротивление превосходного в силах неприятеля, засевшего за тремя полосами проволочных заграждений и овладел сильно укрепленной неприятельской позицией в районе д.д. Волица-Иванье, и в боях 10-12 октября с успехом отразил все бешенные атаки противника на занятые нами позиции; Трофеи дивизии: 78 офицеров, 4887 нижних чинов, 17 пулеметов, 2 бомбомета, масса оружия, патронов и снаряжения.
После Февральской революции 15 апреля 1917 назначен командующим 11-й армией. С 22 мая 1917 — Главнокомандующий армиями Юго-Западного фронта. Июньское наступление на Юго-Западном фронте под его командованием после первоначального довольно существенного успеха (австро-венгерский фронт был прорван, продвижение русских войск составило от 40 до 60 километров, в плен захвачено свыше 36 тысяч солдат и офицеров) оказалось парализованным из-за нежелания солдат воевать и деморализации армии. 7 июля был заменён на генерала от инфантерии Л. Г. Корнилова.
Будущие участники Белого движения и мемуаристы по-разному оценивают деятельность Гутора в 1917 году, от заигрывания с солдатскими комитетами (Н. А. Епанчин) до попыток путём демонстрации лояльности комитету удерживать контроль на войсками (Б. В. Геруа).
С 10 июля 1917 — в распоряжении Верховного Главнокомандующего. В резерве чинов при штабе Московского ВО (с 06.10.1917).

## Служба в Красной армии
С августа 1918 в РККА. С сентября 1918 председатель Главной уставной комиссии. Преподаватель Военно-педагогических курсов. С мая 1920 года — член Особого совещания при Главнокомандующем всеми вооружёнными силами Республики. С августа 1920 состоял для поручений при Главнокомандующем по Сибири. Включён в списки Генштаба РККА от 15.07.1919 и 07.08.1920 г.
22 августа 1920 года был арестован в Омске, 9 сентября доставлен в Москву и заключён в Бутырскую тюрьму. Обвинялся сначала в участии в берлинской монархической организации «Союз верных», затем в подготовке антисоветского офицерского восстания и в переправке офицеров к Колчаку. В январе 1921 года переведён в тюремную больницу, где лежал несколько месяцев. Известно, что летом 1921 года с делом Гутора ознакомился Ф. Э. Дзержинский, но никакого решения тогда им не было принято. Решением президиума ГПУ от 11 марта 1922 дело было прекращено за недоказанностью обвинения, и Гутор был освобождён. По этому делу реабилитирован 26 апреля 2000 года Прокуратурой Омской области.
С марта 1922 года штатный групповой лектор в Военной академии РККА. На 1 марта 1923 года — старший руководитель по стратегии Военной академии РККА. С 1927 — преподаватель высших военно-учебных заведений РККА по стратегии и общей тактике. 1 мая 1931 года уволен со службы.
Умер 13 августа 1938 года в Москве. Находясь в отставке, написал две книги по военному искусству: «Фронтальный удар пехотной дивизии» (М.; 1936) и «Оборона корпуса на широком фронте» (М., 1939, издана посмертно).

## Награды
- Орден Святого Станислава 3-й ст. (1897);
- Орден Святой Анны 3-й ст. (1903);
- Орден Святого Владимира 4-й ст. с мечами и бантом (1905);
- Орден Святого Станислава 2-й ст. с мечами (1905);
- Орден Святой Анны 2-й ст. с мечами (1905);
- Орден Святого Владимира 3-й ст. с мечами (1906);
- Золотое оружие (ВП 03.11.1906);
- Орден Святого Станислава 1-й ст. (06.12.1912);
- Орден Святого Георгия 4-й ст. (ВП 23.04.1915);
- Орден Святого Георгия 3-й ст. (ВП 03.06.1916).

## Сочинения
- Фронтальный удар пехотной дивизии. — М., 1936.
- Оборона корпуса на широком фронте. — М., 1939.
- К вопросу о времени рождения Александра Васильевича Суворова. Суворовский сборник. — М., 1951. — С. 183—190.